# ORP Orkan (1942)
ORP Orkan – jeden z szesnastu niszczycieli brytyjskiego typu M z okresu II wojny światowej, zwodowany 2 marca 1942 roku w stoczni Fairfield Shipbuilding and Engineering Company Ltd. w Glasgow jako HMS „Myrmidon”. Przekazany Polskiej Marynarce Wojennej w grudniu 1942 roku. Nosił numer burtowy G-90. Okręt uczestniczył w bitwie o Atlantyk w eskorcie zespołów floty Royal Navy oraz w operacjach konwojowych na trasach do ZSRR, na Atlantyku środkowym i północnym. W lipcu 1943 roku przewiózł z Gibraltaru na Wyspy Brytyjskie trumnę z ciałem premiera Rządu RP, gen. Sikorskiego, który zginął w katastrofie lotniczej. 8 października 1943 roku płynący w eskorcie konwoju SC-143 ORP „Orkan”, został zatopiony torpedą akustyczną G7es przez niemiecki okręt podwodny U-378. Na okręcie zginęło 178 Polaków i około 20 Brytyjczyków – była to największa pod względem liczby ofiar strata Marynarki Wojennej w trakcie drugiej wojny światowej.

## Budowa okrętu

### Geneza niszczycieli typu M
Budowę niszczycieli brytyjskich serii M, do której należał ORP „Orkan”, rozpoczęto na zamówienie Admiralicji brytyjskiej w 1939 roku. Seria ta stanowiła kontynuację serii dużych niszczycieli typu L. Decyzja Admiralicji o utworzeniu kolejnej flotylli niszczycieli tego typu wynikała z zapotrzebowania na duże niszczyciele będące w stanie zapewniać eskortę zespołom okrętów Royal Navy. Niszczyciele typu Tribal przewidywane były do realizacji akcji samodzielnych. Z kolei okręty pozostałych typów, w tym nowego typu niszczycieli typu J/K, uznano za zbyt małe, a ich dzielność morską za niewystarczającą. Powtórzenie zamówienia pozwalało także utrzymać ciągłość produkcji w stoczniach i dostaw okrętów dla floty. Stępkę pod czwarty niszczyciel serii M, dla którego przewidziano nazwę HMS „Myrmidon”, położono 7 grudnia 1939 roku w stoczni Fairfield S.B. & Eng. Co. Ltd. w Glasgow. Kadłub wodowano 2 marca 1942 roku.

### Przekazanie okrętu MW RP

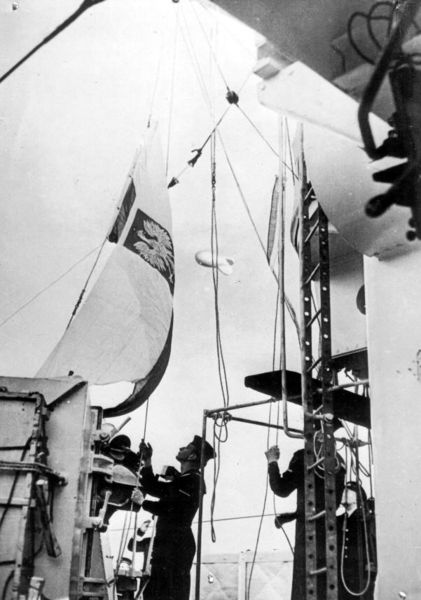
Podniesienie bandery i proporca dowódcy na ORP „Orkan”

Po zwodowaniu HMS „Myrmidon” zapadła decyzja o przekazaniu okrętu polskiej Marynarce Wojennej. Admiralicja chciała w ten sposób wykorzystać napływ uchodźców, którzy przybyli do Wielkiej Brytanii w wyniku ewakuacji z terenów ZSRR armii gen. Andersa, i którzy na miejscu zaciągnęli się do MW.
5 marca 1942 roku stocznia zgłosiła zakończenie budowy, jednak Komisja Odbiorcza MW, z kmdr. por. Stanisławem Hryniewieckim na czele, wykryła wiele usterek i zgłosiła zastrzeżenia, które miały być uwzględnione przed przyjęciem okrętu. Od początku listopada trwało obsadzanie okrętu, do momentu podniesienia bandery na okręt przybyło około 160 polskich oficerów i marynarzy, oprócz nich zaokrętowała się 23-osobowa brytyjska grupa łącznikowa, której dowódcą był por. P.E.C. Brown z Royal Navy Volunteer Reserve. Obsadzaniu okrętu towarzyszyły trudności organizacyjne, związane z opóźnieniami w przybyciu załogi szkieletowej, która przygotować miała okręt na przyjęcie całej załogi, niewłaściwym zaprowiantowaniem i przydziałem sortów mundurowych na okręt przez Brytyjczyków (np. trzeba było wymienić całość obuwia, gdyż dostarczone na pokład buty okazały się za małe na stopy polskich marynarzy). Po odbyciu prób morskich 18 listopada 1942 roku o godzinie 13.00 na okręcie, któremu nadano nazwę ORP „Orkan”, podniesiono banderę MW. Przekazanie okrętu MW nastąpiło 5 grudnia 1942 roku.
Przekazanie okrętu nastąpiło na podstawie porozumienia pomiędzy rządem Rzeczypospolitej i rządem angielskim, regulującego współpracę Marynarki Wojennej i Royal Navy, które zawarto w Londynie w dniu 18 listopada 1939 roku, ze strony polskiej podpisał je ambasador RP Edward Raczyński, a ze strony rządu brytyjskiego podsekretarz stanu w ministerstwie spraw zagranicznych sir Alexander Cadogan. Układ, na mocy którego utworzono The Polish Naval Detachement in Great Britain (zobacz też: Historia Marynarki Wojennej), dopuszczał między innymi możliwość przekazywania okrętów angielskich Marynarce Wojennej RP – okręty po obsadzeniu polską załogą miały pływać pod dowództwem polskich oficerów i pod polską banderą. Załączone dodatkowe protokoły (kolejny protokół ujednoznaczniający dołączono 3 grudnia 1940 roku) regulowały prawa i obowiązki obydwu stron w tym zakresie (precyzowały m.in., że przekazywane okręty były wypożyczane MW i miały pozostać własnością rządu brytyjskiego). „Myrmidon” był ostatnim z niszczycieli i przedostatnim z dużych okrętów przekazanych MW na podstawie tego porozumienia przez Admiralicję brytyjską.

## Nazwa
Brytyjska nazwa okrętu wywodziła się od słowa „myrmidon”, oznaczającego zbira, siepacza, i odnosiła się do Myrmidonów, mitycznych wojowników utworzonych z mrówek, towarzyszących Achillesowi podczas wojny trojańskiej . HMS „Myrmidon” był szóstym brytyjskim okrętem noszącym to miano. Pierwszym był 22-działowy żaglowiec, zbudowany w 1811 roku, piątym był niszczyciel typu B, zwodowany w 1900 roku.
Polska nazwa (orkan – rodzaj wiatru wiejącego z prędkością w porywach powyżej 33 m/s w Europie Środkowej i Zachodniej) wpisywała się w tradycję nadawania dużym niszczycielom nazw związanych ze zjawiskami atmosferycznymi. Nazwę tę przewidywano już w 1938 roku dla jednego z kolejnych niszczycieli typu Grom, których budowę rozpoczęto w stoczni gdyńskiej, i których ostatecznie w związku z wybuchem wojny nie ukończono.
Okręt otrzymał taktyczny znak burtowy G 90, malowany na obu burtach na wysokości głównego stanowiska dowodzenia (GSD) oraz na pawęży rufowej. Na tablicy na GSD i na pawęży rufowej namalowany był herb Polski.

## Opis konstrukcji

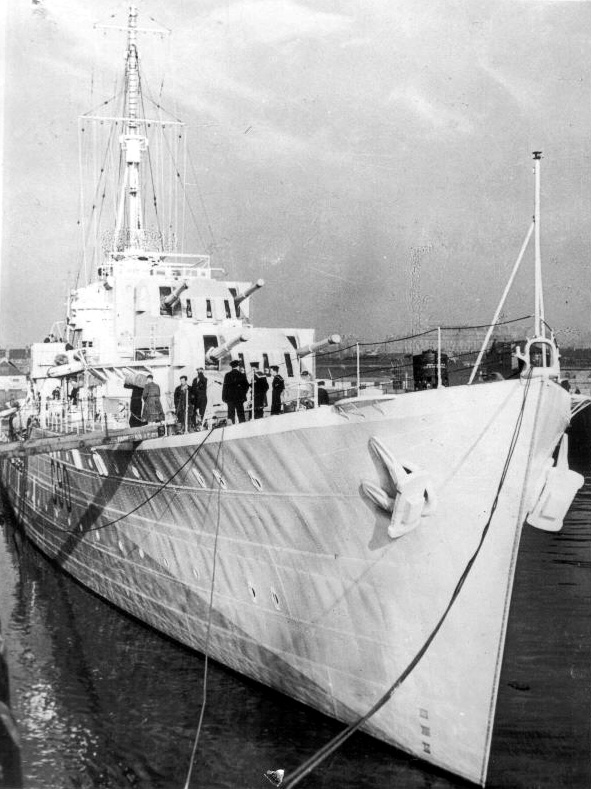
Widok od dziobu na ORP „Orkan”. Zdjęcie wykonano 18 listopada 1942 roku, po podniesieniu polskiej bandery – widać charakterystyczne plamy kamuflażu Western Approaches.

Okręt miał konstrukcję typową dla niszczycieli typu M. Przy długości 110,5 m (między pionami: 105,3 m), szerokości 11,2 m i zanurzeniu średnim 3,5 m (maksymalnym 3,95 m) wyporność wynosiła 1920 ton (przy pełnym obciążeniu – 2661 tony).
Napęd stanowiły 2 turbiny parowe systemu Parsonsa z pojedynczą przekładnią, do których parę produkowały 2 kotły typu Admiralicji, o systemie trzywalczakowym. Całkowita moc maszyn wynosiła 48 000 shp przy 340 obrotach na minutę i zapewniała uzyskiwanie prędkości maksymalnej 36 węzłów. Okręt posiadał dwie śruby. W zbiorniki paliwa zatankować można było zapas 567 ton oleju opałowego (dodatkowo 31,3 tony oleju napędowego do agregatów), co zapewniało zasięg pływania 5500 mil morskich przy prędkości 15 węzłów (2250 Mm przy 25 węzłach). Załogę etatową stanowiło 10–12 oficerów i 195 podoficerów i marynarzy, w warunkach bojowych obsada wzrastała do 220–240 osób.
Kształt kadłuba był bardzo podobny do kształtu kadłuba niszczycieli typów J/K/N – z mocno wychyloną do przodu dziobnicą, prostym kilem, mocno zaokrągloną rufą, pokładem dziobowym podniesionym o jeden poziom i ciągnącym się do wysokości pomostu bojowego. Na górnych dziobowych pokładach w kadłubie znajdowały się pomieszczenia marynarskie, natomiast pod nimi były magazyny amunicji i zbiorniki paliwa. W kadłubie na śródokręciu umieszczone były kotłownie, za nimi w kierunku rufy znajdowały się maszynownia i przedział przekładni. Na rufie na górnym pokładzie znajdowały się pomieszczenia oficerskie, poniżej zaś magazyny amunicji dla rufowego stanowiska dział artylerii głównej oraz rufowe zbiorniki paliwa. Na samym krańcu rufy znajdowało się pomieszczenie maszynki sterowej, poruszającej pojedynczym, umieszczonym w osi kadłuba, sterem. W głównej nadbudówce kadłuba mieściły się pomieszczenia podoficerskie i nawigacyjne. Ustawione na niej było stanowisko B dział artylerii głównej oraz dwa stanowiska działek Oerlikona. Na jej szczycie znajdowało się główne stanowisko dowodzenia, a za nim centrala artyleryjska z wieżyczką dalmierza i radaru typu 285. Za nadbudówka główną znajdował się trójnożny maszt główny z radarem typu 290 na szczycie, dalej w kierunku rufy – komin, a za nim niewielka nadbudówka ze stanowiskiem „pom-poma”. Po bokach masztu i komina znajdowały się łodzie ratunkowe. Od kolejnej nadbudówki, mieszczącej zapasowe stanowisko dowodzenia, na której znajdował się reflektor główny, niewielki maszt z mocowaniami dla anten rozciągniętych od masztu głównego oraz na skrzydłach dwa stanowiska działek Oerlikona, oddzielało je stanowisko wyrzutni torpedowej. Za tą nadbudówką znajdowało się stanowisko armaty plot. 102 mm. Ostatnia rufowa nadbudówka mieściła kuchnię i pomieszczenia techniczne. Na jej szczycie znajdowała się wieża X artylerii głównej.

### Uzbrojenie
Uzbrojenie okrętu w chwili przekazania MW RP stanowiło:
- 6 armat 120 mm QF Mk XI na podstawie CP Mk XX (3xII) na stanowiskach A i B oraz X (z kątem ostrzału ok. 300° w poziomie i od –10° do +50° w pionie)[d]. Długość luf armat wynosiła L/50 (50 kalibrów), donośność maksymalna 19 400 m, a szybkostrzelność 6–10 strzałów na minutę. Armaty strzelały amunicją rozdzielnego ładowania, masa pocisku wynosiła 28,12 kg, masa ładunku miotającego – 7 kg. Zapas amunicji wynosił 250 pocisków na działo. Całkowicie zamknięte, wentylowane[24] wieże miały ścianki o grubości 6 mm[25]  i napęd elektryczno-hydrauliczny (przy każdej znajdował się silnik o mocy 102 KM), zapewniający prędkość obrotu 10°/s. Kąt podniesienia armat regulowany był ręcznie. Amunicja z komór dosyłana była windą hydrauliczną. Masa wieży wynosiła 38,2 tony, jej obsługę stanowiło 16 marynarzy[26][27].
- 1 armata 102 mm QF Mk V na podstawie HA Mk III przed nadbudówką rufową. Lufa miała długość L/45, kąt podniesienia wynosił +80°, masa pocisku – 14,06 kg, donośność w pionie – do ok. 9450 m, a szybkostrzelność 10–15 strzałów na minutę. Działo wykorzystywało amunicję scaloną, jej zapas wynosił około 150 sztuk[28].
- 4 armaty przeciwlotnicze 40 mm QF HA Mk VIII (1xIV) („pom-pom”) na podstawie Mk VII. Lufa miała długość L/40, kąt podniesienia wynosił od –10 do +80°, donośność w pionie – do ok. 3960 m, a szybkostrzelność 96–98 strzałów na minutę. Armaty zasilane były z zasobników zawierających 112 nabojów, a te doładowywane były kartridżami po 14 nabojów. Obrót i zmiana elewacji luf realizowana była automatycznie (elektryczno-hydraulicznie) lub ręcznie, odpalanie było ręczne. Masa zestawu wynosiła 8,7 tony, obsługiwało go 8 marynarzy[29][30].
- 4 armaty przeciwlotnicze 20 mm Oerlikon Mk I (4xI). Lufa miała długość L/70, kąt podniesienia wynosił od –5° do +80°, donośność skuteczna w pionie – do ok. 914 m, a szybkostrzelność 450 strzałów na minutę. Osłonę celowniczego stanowiła stalowa tarcza o grubości 10 mm[31].
- 2 karabiny maszynowe Lewis 7,7 mm wz. 15 (1xII)
- 1 karabin maszynowy Vickers 7,7 mm (1xI)
- 4-rurowa wyrzutnia torpedowa 533 mm typu QR Mk VIII (1xIV) z torpedami Mk IX. Głowica torpedy zawierała 340 kg TNT, napęd stanowił silnik Brotherhooda, zasilany sprężonym powietrzem i naftą, o mocy 264 KM. Zapewniał on zasięg 9,6 km przy prędkości 36 węzłów (12,4 km przy 30 węzłach)[32]. Okręt przenosił zapas 8 torped[20].
- 2 miotacze firmy Thornycroft(inne języki) i 2 zrzutnie bomb głębinowych (te ostatnie zainstalowane były odśrodkowo na rufie). Zapas stanowiły 42 bomby głębinowe (typ D)[20].

W marcu 1943 roku, podczas pobytu okrętu w stoczni w Plymouth, zainstalowano na pokładzie rufowym, tuż za nadbudówką rufową, 2 dodatkowe pojedyncze działa plot. kal. 20 mm Oerlikona.

### Wyposażenie
Na okręcie zainstalowany był ASDIC typu AS 30 DCs. Dane do prowadzenia ognia artyleryjskiego i przeciwlotniczego wypracowywało stanowisko kierowania ogniem z dalmierzem Mk IV-TP. Okręt wyposażony był w radar kierowania ogniem typ 285 (z anteną na wieżyczce dalmierza) oraz radar wykrywania nawodnego typu 290 na maszcie głównym, ponadto krótkofalowy namiernik wysokiej częstotliwości HF/DF (High Frequency Direction Finding – popularnie nazywany Huff-Duff), telefoniczny system komunikacji wewnętrznej i systemy komunikacji radiowej.
Wyposażenie ratunkowe stanowiły: weller, motorówka pokładowa i motorówka oficerska oraz tratwy ratunkowe.

### Malowanie
W chwili oddania do służby okręt pomalowany był na biało, część podwodna natomiast farbą w kolorze rdzawoczerwonym. Na linii wodnej szeroki pas rozdzielający obydwa kolory był czarny. Czarną barwą malowany był także numer burtowy i kapa komina. Schemat kamuflażu okrętu ulegał zmianom w trakcie służby. Początkowo była to dwubarwna, biało-zielona wersja kamuflażu Western Approaches (geometryczne, ostro załamujące się duże plamy). Po przebazowaniu do Plymouth w marcu 1943 roku okręt otrzymał kamuflaż Admiralty Dark Disruptive Scheme for JKN (duże segmenty o nieregularnych kształtach, z łagodnie załamującymi się liniami, w kolorach szarym, szaroniebieskim i ciemnym szaroniebieskim). Prawdopodobnie z chwilą powrotu do służby na północnym Atlantyku na kilka miesięcy przed zatopieniem okręt został ponownie pomalowany według standardu Western Approaches.

## Przebieg służby
Załoga, która obsadziła ORP „Orkan”, w dużej części (98 na 200 osób składu początkowego) składała się z osób, które nigdy wcześniej nie pływały na okrętach wojennych. Spowodowało to przedłużenie czasu osiągnięcia zdolności operacyjnej przez okręt. Początkowe szkolenie w Glasgow przeciągnęło się do 23 grudnia 1942 roku, po czym okręt przeszedł do Scapa Flow na kolejny etap szkolenia, który miał trwać 6 tygodni. W bazie tej okręt stał obok ORP „Piorun”. „Orkana” przydzielono do 3. Flotylli Niszczycieli Home Fleet. W trakcie pobytu w Scapa Flow na okręcie kontynuowano szkolenie (strzelania ćwiczebne artyleryjskie i torpedowe, ćwiczenia w pobieraniu paliwa na morzu, patrole ćwiczebne, ćwiczenia zespołowe z innymi okrętami RN). Podczas zimowych sztormów nawiedzających kotwicowisko okręt dwukrotnie zrywał się z kotwicy, jednak załodze udało się uchronić okręt przed poważniejszymi uszkodzeniami. 16 stycznia 1943 roku oba polskie okręty wizytowali Pierwszy Lord Admiralicji A.V. Alexander i dowódca Home Fleet adm. sir J.C. Tovey, wyrażając po wizycie zadowolenie ze stanu przygotowania polskich załóg. Szkolenie „Orkana” zakończyło się 19 stycznia, dwa tygodnie przed terminem, i 20 stycznia okręt odszedł do Seydisfiordu na Islandii, skąd rozpoczął działalność w eskorcie konwojów.

### Północny Atlantyk (styczeń – marzec 1943)

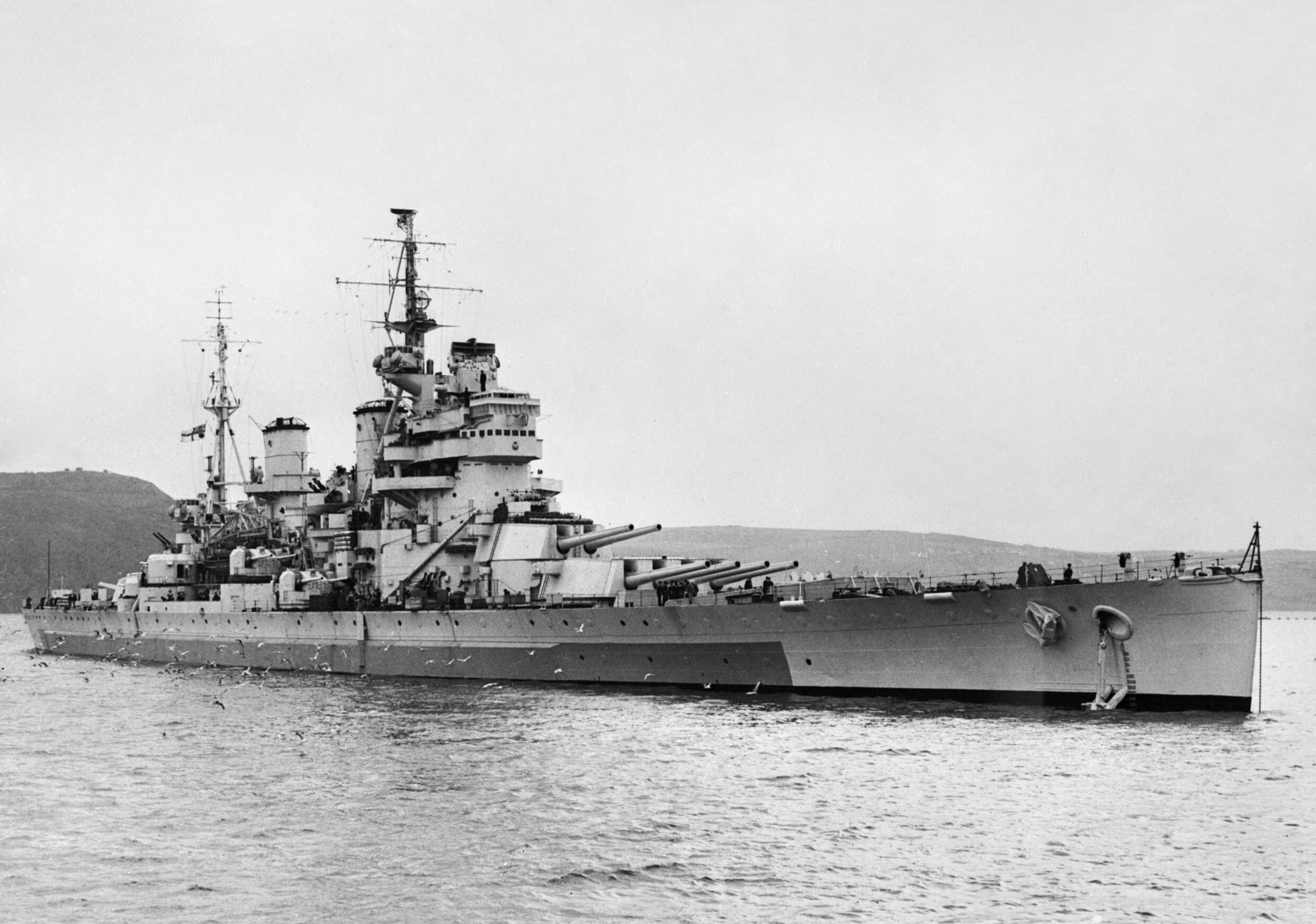
Pancernik HMS „Anson” był eskortowany przez „Orkana” w trakcie operacji konwojowych na Dalekiej Północy. Dzięki ostrzeżeniu azdykowców polskiego niszczyciela, którzy 23 stycznia 1943 roku wykryli torpedę zmierzającą w kierunku tego pancernika, uniknął on trafienia.

23 stycznia 1943 roku „Orkan” dołączył do zespołu dalekiej eskorty konwoju JW 52, płynącego do Murmańska (pancernik HMS „Anson”, krążownik HMS „Sheffield” i cztery niszczyciele, pod dowództwem adm. B. Frasera). W trakcie rejsu azdykowcy „Orkana” wykryli atak torpedowy na okręty osłony – dzięki ostrzeżeniu z polskiego okrętu zespół wykonał unik i torpeda chybiła. W ramach podziękowań, po powrocie 29 stycznia do Akureyri na północnym wybrzeżu Islandii, załoga „Ansona” zaprosiła załogę „Orkana” na wspólną herbatę. Następnego dnia „Orkan” z zespołem dalekiej osłony wyruszył w celu eskortowania konwoju RA 52, powracającego z Murmańska. Okręt powrócił na kotwicowisko w islandzkim Hvalfiordzie 4 lutego. Postój, trwający do 14 lutego, wykorzystano na czyszczenie kotłów i kalibrację HF/DF.
15 lutego „Orkan” eskortował HMS „Howe” w drodze do Seydisfiordu i później do Akureyri, w ramach przygotowań do kolejnej operacji konwojowej. 20 lutego okręt wszedł w skład eskorty bezpośredniej (lotniskowiec eskortowy „Dasher”, krążownik HMS „Scylla” i 15 niszczycieli, ponadto krążownik ciężki HMS „Cumberland” i lekkie HMS „Belfast” i HMS „Sheffield”, pod dowództwem kadm. C. Burnetta) konwoju JW 53. Sztormowa pogoda spowodowała powstanie uszkodzeń na niektórych okrętach eskorty: „Dasher” i „Sheffield” powrócić musiały w związku z tym wcześniej do bazy, podobnie jak 6 statków konwoju . W trakcie rejsu konwój był silnie atakowany przez Luftwaffe, „Orkan” sześciokrotnie uczestniczył w odpieraniu tych ataków. 28 lutego konwój bez strat dotarł do Murmańska, a już 2 marca „Orkan” wyruszył w drogę powrotną w eskorcie konwoju RA 53, uczestniczył w odpieraniu ataków niemieckich samolotów i okrętów podwodnych (w akcjach przeciwko U-bootom okręt zużył ponad połowę zapasu bomb głębinowych). Ze względu na trudne warunki pogodowe w czasie rejsu (sztorm, powodujący przechyły dochodzące do 40°, oblodzenie pokładów) wielu marynarzy „Orkana” odniosło kontuzje. 9 marca okręt został zluzowany w eskorcie konwoju i powrócił do bazy w Akureyri. Następnego dnia po uzupełnieniu paliwa został ponownie wysłany w morze, w celu poszukiwania rozbitków z zatopionego statku należącego do konwoju RA 53 – odnaleziono tratwę z dwoma martwymi marynarzami, których pochowano w morzu. Po akcji ratowniczej okręt powrócił 15 marca do Scapa Flow, gdzie przeprowadzono czyszczenie kotłów i konserwacje urządzeń napędowych. W trakcie osłony obydwu konwojów „Orkan” stoczył 17 walk z U-Bootami i 12 walk z nieprzyjacielskimi samolotami.
18 marca okręt, wraz z dwoma innymi niszczycielami RN (HMSS „Intrepid” i „Fury”), eskortował HMS „Milne”, na którym płynął król Jerzy VI, dokonujący inspekcji okrętów bazujących w Scapa Flow. Delegacja załogi okrętu została zaproszona na spotkanie z monarchą, który wpisał się do księgi pamiątkowej „Orkana”.

### Środkowy Atlantyk (marzec – lipiec 1943)
20 marca 1943 roku okręt otrzymał rozkaz przebazowania do Plymouth. Dyslokacja ta była związana z utworzeniem przez Admiralicję zespołów okrętów, mających za zadanie zwalczanie niemieckiej żeglugi w Zatoce Biskajskiej. Ponadto zespoły te miały zapewniać eskortę brytyjskim konwojom udającym się na południe do Gibraltaru i Afryki przed siłami Kriegsmarine bazującymi w portach północnej i zachodniej Francji. Było to uzasadnione tym, że na Biskajach panował ożywiony ruch: tędy wychodziły na Atlantyk i powracały do baz U-Booty oraz niemieckie „łamacze blokady”, którymi sprowadzano do Niemiec z Dalekiego Wschodu brakujące surowce strategiczne, niemiecka żegluga kabotażowa zaopatrywała garnizony i bazy na wybrzeżu Francji, ścigacze i niszczyciele niemieckie urządzały wypady przeciwko żegludze alianckiej.
24 marca okręt wyszedł na pierwszy pięciodniowy patrol na podejściach do kanału La Manche, w którego trakcie dołączył do krążownika HMS „Newfoundland”. 30 marca wraz z niszczycielem HMS „Matchless” wyszedł na kolejny patrol, podobnie jak w poprzednim patrolu nie napotkano nieprzyjaciela. Pomiędzy 4 a 8 kwietnia eskortował (wraz z krążownikiem HMS „Newfoundland” i ORP „Piorun”) konwój atlantycki płynący do Wielkiej Brytanii. Po powrocie 9 kwietnia okręt stanął do czyszczenia kotłów, a 15 kwietnia był wizytowany przez szefa KMW wadm. Jerzego Świrskiego. W drugiej połowie kwietnia okręt odbył jeszcze dwa patrole i wchodził w skład eskorty pośredniej dwóch konwojów (MKS11 i MKF13 ), w ich trakcie odpierał niemieckie ataki lotnicze. 5 maja eskortował, wraz z HMS „Wensleydale” i ORP „Piorun” pancernik HMS Valiant w drodze do Clyde. 13 maja wszedł w skład eskorty, obok niszczyciela HMS „Tuscan” i krążownika HMS „Delhi”, dwóch statków, transportujących alianckie wojska do Algieru. Gdy w trakcie rejsu 14 maja HMS „Tuscan” wpadł na minę, w wyniku czego utracił zdolność poruszania się, „Orkan” odholował uszkodzony okręt do Milford Haven. W drodze powrotnej do Plymouth okręt patrolował rejon na południe od przylądka Lizard. 23 maja „Orkan” dołączył do dalekiej osłony konwoju atlantyckiego zmierzającego do Wielkiej Brytanii. Na przełomie maja i czerwca 1943 roku eskortował krążownik pomocniczy HMS „Prince Albert”, udający się z Falmouth na patrol. W trakcie rejsu 1 czerwca polski okręt wykrył U-Boota i zaatakował go bombami głębinowymi. Podczas ataku bomba głębinowa wystrzelona z lewego miotacza eksplodowała w wodzie przedwcześnie, zanim okręt oddalił się na bezpieczną odległość, w wyniku czego odłamki raniły lekko dwóch marynarzy, zerwały antenę i spowodowały szereg innych drobnych uszkodzeń. Ponieważ HMS „Prince Albert” miał również awarię, patrol przerwano i okręty powróciły do baz. W dniach 3–5 czerwca okręt wszedł w skład zespołu dalekiej osłony kolejnego konwoju (razem z m.in. pancernikiem HMS „Ramillies”).
W dniach 11–12 czerwca okręt uczestniczył w operacji „Loader” – zabezpieczaniu trasy przelotu samolotu przewożącego króla Jerzego VI do Gibraltaru (monarcha udawał się do Afryki Północnej). W jej ramach okręt zajmował pozycję patrolowania najdalej wysuniętą na północ i zaatakował wykryty zanurzony okręt podwodny, jednak bez rezultatów. W dniach 24–25 czerwca okręt uczestniczył w operacji „Loader Return”, zabezpieczając trasę powrotu króla Jerzego VI do Anglii. Po zakończeniu operacji, w drodze na spotkanie kolejnego konwoju, okręt podjął z wody dwóch rozbitków ze statku SS „Fort Concord”, który został storpedowany 47 dni wcześniej przez U-456. Rejs w eskorcie konwoju przebiegł bez zakłóceń ze strony nieprzyjaciela, 28 czerwca „Orkan” powrócił do Plymouth, gdzie pozostawał do pierwszych dni lipca. W trakcie postoju, który wykorzystano w celach szkolenia załogi, czyszczenia kotłów i konserwacji urządzeń napędowych, na okręt dotarła informacja o katastrofie w Gibraltarze i śmierci gen. Sikorskiego.

### Misja gibraltarska

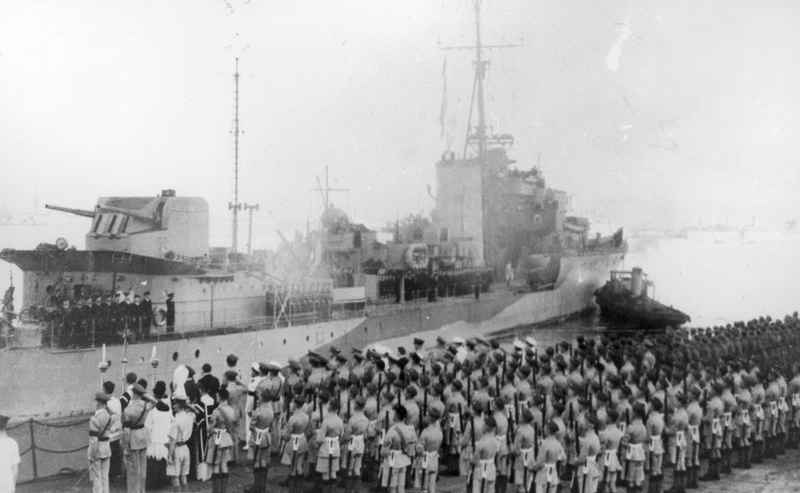
ORP „Orkan” odpływa od nabrzeża gibraltarskiego (molo Admiralty Berth 41), udając się w rejs do Wielkiej Brytanii z trumną ze zwłokami gen. Sikorskiego na pokładzie

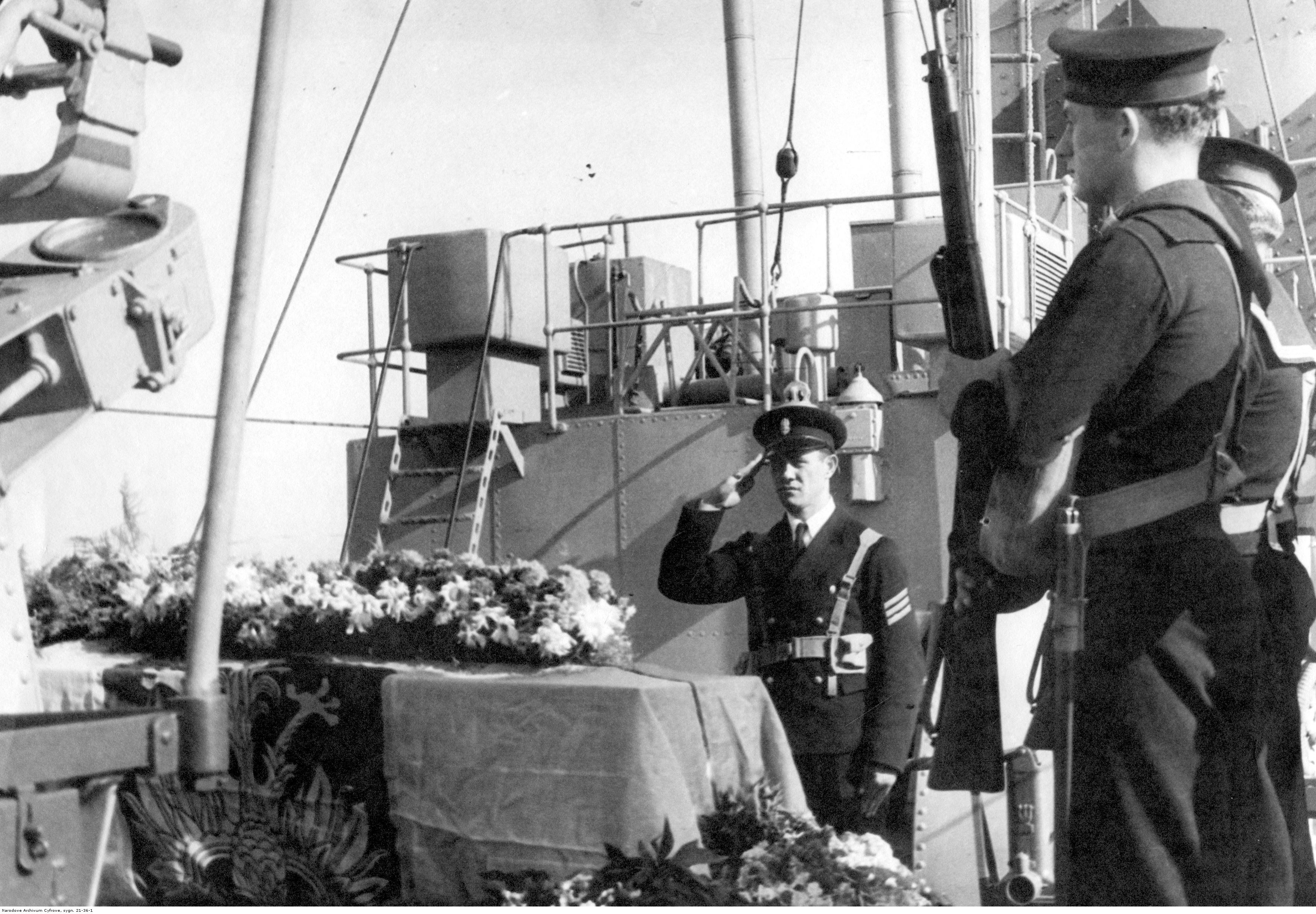
Trumna ze zwłokami generała Sikorskiego na pokładzie ORP „Orkan”

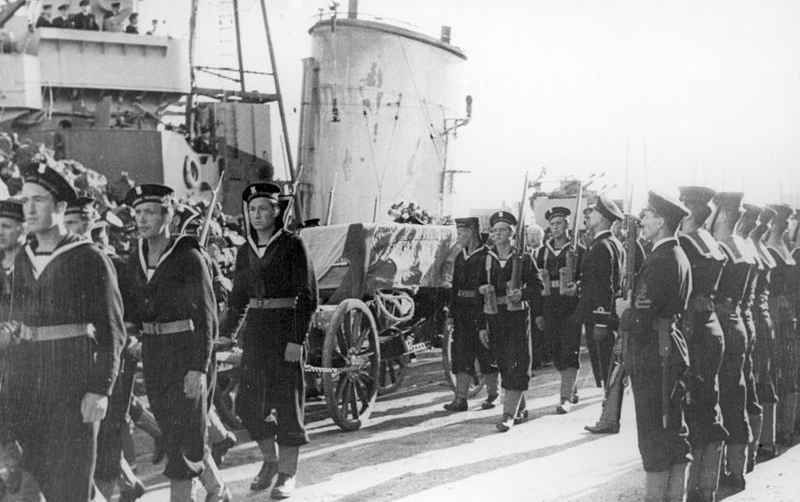
Śródokręcie „Orkana” podczas uroczystości żałobnych gen. Sikorskiego w Plymouth

5 lipca 1943 roku o godz. 18 dowódca „Orkana” został wezwany do sztabu, gdzie wydano mu rozkaz odebrania z Gibraltaru trumny z ciałem Naczelnego Wodza i premiera rządu RP, i przetransportowania jej do Anglii. Na okręt w charakterze delegata szefa KMW w tej misji zaokrętował się kmdr por. Henryk Eibel. O 21.15 okręt odcumował i z prędkością 25 węzłów udał się na południe, docierając do Gibraltaru 8 lipca o godz. 3.40. O godzinie 8.45 rozpoczęły się uroczystości związane z przeniesieniem trumny ze zwłokami gen. Sikorskiego: bandery na wszystkich okrętach w porcie opuszczone były do połowy masztu, na „Orkanie” zarządzono zbiórkę załogi. Na lądzie w pożegnaniu, przy którym byli obecni gubernator Gibraltaru gen. Noel Mason-MacFarlane, dowódcy RN i lotnictwa ze sztabami, przedstawiciele alianckich misji wojskowych, asystowały oddziały wojsk brytyjskich i grupa polskich żołnierzy z pobliskiego obozu w Mirandzie. Trumnę przenieśli polscy żołnierze, w czasie wnoszenia jej na pokład oddano salut honorowy (17 strzałów armatnich). Trumnę ustawiono na katafalku, przygotowanym przy stanowisku działa nr 4 (plot. 102 mm), i wystawiono wartę honorową. W charakterze asysty na „Orkana” zaokrętowali się gen. bryg. S. Ujejski, ppłk dypl. M. Protasewicz i dr J. Retinger. Okręt odcumował o godz. 8.50, na pozostałych okrętach w porcie opuszczono w pożegnalnym salucie bandery. Po wyjściu z portu trumnę przeniesiono do specjalnie przygotowanego pomieszczenia w nadbudówce rufowej. Około godziny 15 10 lipca na podejściach do Plymouth do okrętu dołączyły w charakterze asysty honorowej niszczyciele eskortowe HMSS „Holderness” i „Wensleydale”. „Orkan” stanął na redzie o godz. 17.15 w celu dokonania przygotowań do uroczystości (m.in. drewnianą trumnę przełożono do metalowej i szczelnie zalutowano, a następnie ustawiono ponownie na katafalku przy stanowisku działa nr 4), do nabrzeża Ocean Quai przycumował lewą burtą o godzinie 19.28. W trakcie uroczystości trumna przeniesiona została na nabrzeże i umieszczona na lawecie artyleryjskiej, którą polscy marynarze przeciągnęli do przygotowanego pociągu specjalnego.
W związku z tą misja „Orkana” w Admiralicji powstał pomysł, by przekazać okręt w darze Marynarce Wojennej RP. Pierwszy Lord Admiralicji A.V. Alexander wystosował w tej intencji pismo do premiera Churchilla, ze wskazaniem argumentów za (ważny gest o znaczeniu emocjonalnym; zwiększenie ustępliwości KMW w projektowanej sprawie użycia polskich okrętów na Dalekim Wschodzie) i przeciw (taki prezent mógłby skłonić pozostałych sojuszników, którym przekazano brytyjskie okręty, do oczekiwań, że również w ich przypadku okręty te przejdą na ich własność). Sprawa była dyskutowana w brytyjskim gabinecie rządowym, przychylnie ustosunkowany byli minister spraw zagranicznych Anthony Eden i kanclerz skarbu Kinsley Wood, jednak sprzeciw wyraził premier Churchill, co przesądziło sprawę.

### Patrole w Zatoce Biskajskiej
W pierwszej połowie lipca 1943 roku „Orkana” przydzielono do Force W: zespołu niszczycieli, w którego skład wchodziły początkowo oprócz polskiego okrętu także kanadyjskie Tribale HMCSS „Athabascan” i „Iroquois”. Zespół miał za zadanie patrolowanie Zatoki Biskajskiej i zwalczanie U-Bootów, które przedzierały się tędy z baz francuskich na Atlantyk. Dzienne i nocne patrole lotnicze, morskie i mieszane miały zmusić U-Booty do przebywania zagrożonego akwenu w zanurzeniu, co powodowało wyczerpywanie baterii U-Bootów i opóźnienia w zajmowaniu przez nie wyznaczonych pozycji. Patrole okrętów nawodnych miały za zadanie wsparcie patroli lotniczych. Było to odpowiedzią na nową taktykę U-Bootów, które, wyposażone w silniejsze uzbrojenie przeciwlotnicze, przez Biskaje zaczęły się przedzierać się w grupach po kilka okrętów, wzajemnie ubezpieczając się przeciwko alianckim samolotom patrolowym. 19 lipca zespół wyszedł na pierwszy patrol, na wody w rejonie północno-zachodnich wybrzeży Hiszpanii. Nieprzyjaciela nie napotkano, 22 lipca zatrzymano natomiast hiszpańskie kutry rybackie, łowiące na akwenach zabronionych przez Admiralicję. Niszczyciele kanadyjskie zatopiły dwa z nich, „Orkan” – jeden („Vivero 18273”), po przejęciu na pokłady załóg kutrów. Tego samego dnia do zespołu zbliżył się niemiecki Focke-Wulf Fw 200 Kondor, który jednak został odpędzony ogniem artyleryjskim „Orkana”. Po odparciu nalotu okręty zespołu zostały skierowane na poszukiwania tratwy z rozbitkami z zatopionego U-Boota. O godzinie 18.47 pięciu rozbitków z tratwy podjął „Athabascan”, asekurowany przez „Orkana”. Podczas powrotu, 25 lipca o godzinie 2.22, z „Orkana” dostrzeżono grupę rozbitków na tratwie ratunkowej i rozpoczęto akcję ratowniczą. W jej trakcie uratowano 4 oficerów i 37 marynarzy z niemieckiego okrętu podwodnego („mlecznej krowy”) U-459, zatopionego przez brytyjskie bombowce. Jeden z niszczycieli kanadyjskich uratował także członka załogi samolotu Vickers Wellington, który w trakcie ataku został zestrzelony i rozbił się na pokładzie U-Boota . Rankiem 26 lipca okręty zawinęły do Devonport, zaś „Orkan” przeszedł do Hull na remont, który trwał od 28 lipca do 25 sierpnia.

### Konwoje na północnym Atlantyku (wrzesień – październik 1943)
29 sierpnia 1943 roku „Orkan” wyruszył z kotwicowiska w ujściu rzeki Humber do Scapa Flow. Odbył tam szereg ćwiczeń w wykrywaniu okrętów podwodnych, nocnych strzelaniach i „fleet worku”. 21 września ćwiczenia zakończyły się i okręt wraz z bliźniaczym HMS „Musketeer” udał się do Londonderry. Na miejscu na odprawie zaznajomiono dowódców okrętów z zagrożeniem powodowanym przez nową broń, zastosowaną w bitwie o Atlantyk przez U-Booty: torpedą akustyczną. Odprawa służyła też zapoznaniu i konsolidacji nowo utworzonego zespołu taktycznego: 10. Grupy Wspierającej pod dowództwem kmdr. por. E.N.F. Cubreya, do której oprócz „Orkana” i „Musketeera” przydzielono także HMSS „Oribi” i „Orwell”. Grupy Wspierające (Support Groups, SG) były nowym pomysłem Admiralicji, ich zadanie polegało na wspieraniu i, w miarę potrzeby, wzmacnianiu, Grup Eskortowych (Escort Groups, EG), stale towarzyszących konwojom. SG w odróżnieniu od EG miały działać niezależnie od bezpośredniej eskorty konwoju, poszukując i zwalczając U-Booty w oddaleniu, kilkanaście mil od konwoju. Ta ofensywna eskorta miała przeciwdziałać, dzięki namierzaniu przy pomocy HF/DF transmisji radiowych pomiędzy U-Bootami operującymi w „wilczych stadach”, naprowadzaniu i przeprowadzaniu przez nie zorganizowanych ataków na konwoje. Pomiędzy 22 a 27 września okręt uczestniczył we wspólnych ćwiczeniach 10. SG. Po krótkim postoju w Londonderry, w nocy 28 września 10. SG wyruszyła na spotkanie konwoju ONS 19, udającego się na zachód, któremu towarzyszyła w rejsie do 2 października. Wówczas zespół udał się w celu pobrania paliwa do Hvalfjordu na Islandii. Postój trwał tylko 3,5 godziny, na miejscu na polski okręt przyjęto także grupę brytyjskich marynarzy, którzy udawali się do Wielkiej Brytanii. Po odkotwiczeniu okręty zespołu udały się na spotkanie z konwojem ON 204, któremu towarzyszyły od 3 do 5 października. Wówczas 10. SG odkomenderowano do eskorty konwoju SC 143 płynącego z Halifaxu.
Konwój SC 143 liczył 39 frachtowców i był eskortowany przez kanadyjską Grupę Eskortową C-2, do której dołączono także inne okręty. 10. SG dołączyła do eskorty konwoju 6 października około godziny 8.45 GMT. W ciągu dnia okręty zespołu kmdr. Cubreya przeczesywały akwen w odległości 30–40 mil na wschód i północny wschód od konwoju, w nocy zbliżały się i zajmowały pozycje przed kolumnami frachtowców. Pierwszy kontakt z nieprzyjacielem uzyskał „Orkan” 7 października po północy, U-Boota wpędzono pod wodę oświetlając go ogniem artyleryjskim, a następnie atakowano bombami głębinowymi. Atak ten nie był skuteczny, a kontakt azdykowy z U-Bootem stracono. W ciągu dnia, wskutek złych warunków atmosferycznych i zmiany kursu, konwój uległ częściowej dezorganizacji, jednak eskorcie udało się odnaleźć zagubione statki. Jednocześnie na okrętach 10. SG uzyskiwano coraz więcej namiarów HF/DF na U-Booty (w dniach 7–8 października konwój podchodziło 18 U-Bootów ze stada „Rossbach”). Na „Orkanie” dowódca uprzedził załogę o poważnej sytuacji i zalecił wzmożoną czujność. Okręty grupy udawały się na poszukiwania namierzonych okrętów zarówno przed, jak i za konwój, próbując uniemożliwić U-Bootom podejście i wykonanie ataku. Te z kolei podjęły nieudane ataki na okręty eskorty – w tym na „Orkana”, w śladzie torowym którego 7 października około godziny 21 zaobserwowano wybuch torpedy, kolejna torpeda, wystrzelona przez U-758, eksplodowała 200 m za rufą „Orkana” około godziny 22.45. Po północy radarzyści polskiego okrętu, patrolującego za konwojem, wykryli idącego do ataku na powierzchni U-Boota. Został on zapędzony pod wodę ogniem artyleryjskim. Także inne okręty zespołu weszły w kontakt z nieprzyjacielem. Liczne namiary transmisji radiowych potwierdzały obecność nieprzyjaciela w rejonie, więc na rozkaz dowódcy zespołu okręty przemieściły się bliżej do konwoju i podjęły systematyczne przeczesywanie 20-milowego pasa na jego prawej flance.

### Zatopienie okrętu

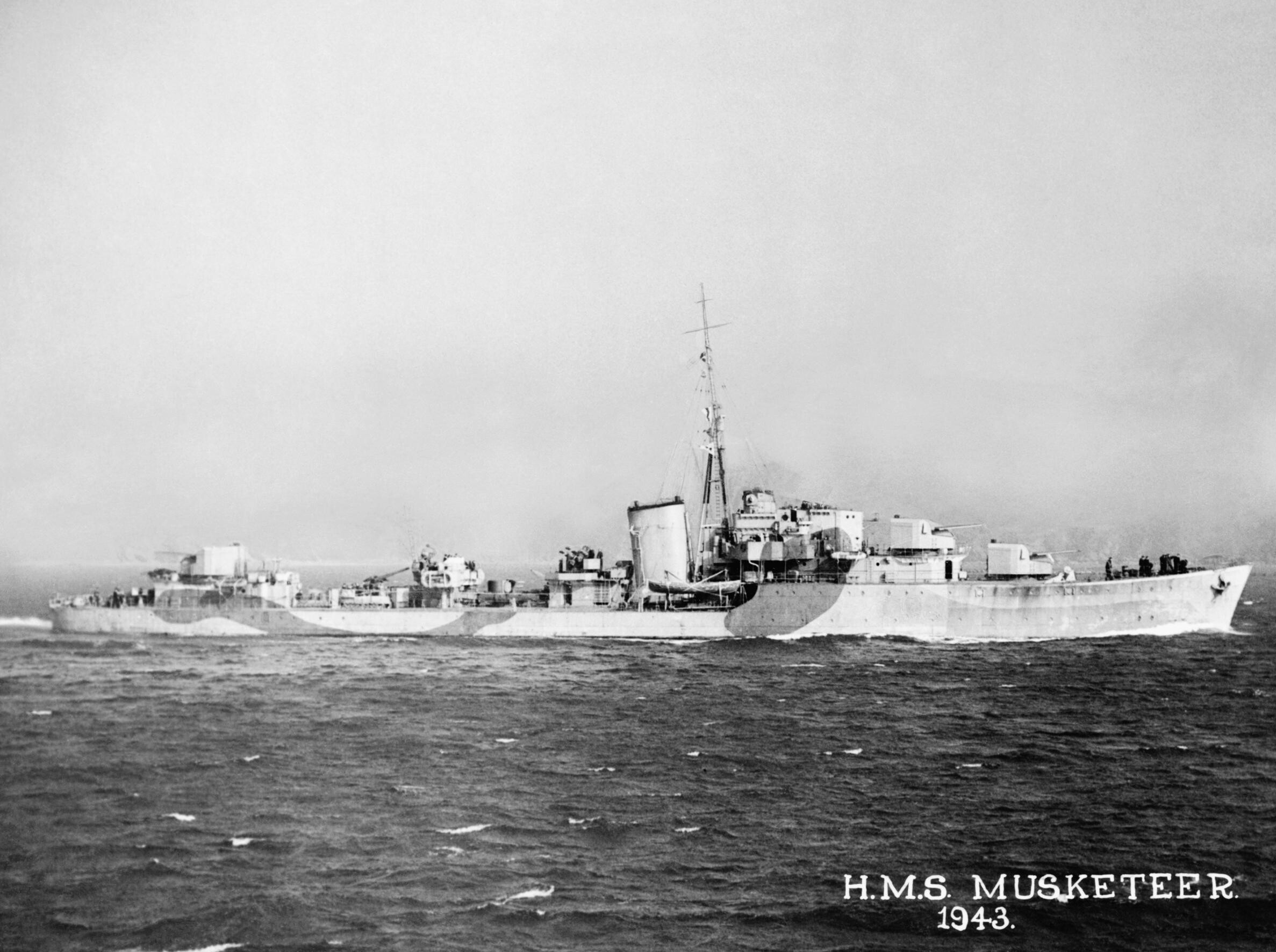
Widok na HMS „Musketeer” – bliźniaka „Orkana” i jego „towarzysza” w 10. Grupie Wspierającej. Marynarze „Musketeera” ratowali rozbitków z „Orkana”.

Nad ranem następnego dnia, 8 października, okręty 10. SG znajdowały się ok. 10 mil za konwojem, sukcesywnie przeczesując rejony, na które kierowały namiary HF/DF. Na „Orkanie”, znajdującym się na prawym skrzydle idącego w szyku czołowym zespołu, stanowiska bojowe były obsadzone. Okręt płynął z prędkością 18 węzłów, zygzakując według schematu nr 15 (regularne zwroty o 30° od głównego kursu). O godzinie 6.03 na mostek polskiego okrętu operator HF/DF przekazał meldunek o U-Boocie nadającym bardzo blisko w namiarze 87°. Jednocześnie zauważono błysk na kącie kursowym 110° (według ustaleń komisji dochodzeniowej KMW, badającej okoliczności zatopienia okrętu, był to najprawdopodobniej wybuch pocisku oświetlającego, którym kmdr Hryniewiecki próbował oświetlić akwen). Wkrótce po tym o 6.05 okręt został trafiony w lewą burtę na rufie torpedą akustyczną G7es (T5). Torpedę wystrzelił U-378, dowodzony przez kpt. mar. Ericha Mädera. Torpeda trafiła w rejonie rufowych zbiorników paliwa. Wybuch spowodował wtórne eksplozje paliwa i amunicji na rufie. Paląca się ropa zalała okręt, w tym mostek, na którym poległa większość obsady, w tym dowódca. Wybuchły pożary, kolejne eksplozje (m.in. amunicji „pom-poma”) zasypywały pokład odłamkami. Wybuchy spowodowały deformacje pokładu i zablokowanie włazów, przez co wielu marynarzy zostało uwięzionych pod pokładem. Przedziały komór rufowych, przekładni i maszynowni zostały zalane wodą. Zgasło światło. Radiotelegrafistom udało się nadać na „Musketeera” komunikaty: „Eksplozja na okręcie” oraz „Toniemy”. Okręt zatonął rufą przez lewą burtę po około 4 minutach od trafienia, na pozycji 56°08´N 27°05´W (Niemcy określili pozycję zatopienia polskiego niszczyciela jako 56°30´N 26°26´W) .
Nie udało się spuścić żadnej łodzi, zrzucono na wodę tylko jedną średniej wielkości tratwę ratunkową i dwie małe – jak się później okazało, nie wszyscy marynarze posiadali noże, którymi mogliby odciąć siatki mocujące tratwy (napęczniałe od wody nie dawały się rozwiązać). „Musketeer” podjął akcję ratowniczą dopiero około godziny 7 rano, gdy się rozjaśniło. Wielu marynarzom, którym udało się opuścić tonący okręt (mogło ich być około osiemdziesięciu), nie udało się doczekać pomocy, niektórzy, jak ppor. Daab, zginęli z wyczerpania i wychłodzenia już przy burcie brytyjskiego niszczyciela. Widząc, że rozbitkowie nie mają siły utrzymać się na podanych siatkach ratunkowych, pomimo bardzo wzburzonego morza dwóch oficerów i siedmiu marynarzy brytyjskich wskoczyło do wody, aby im pomagać. Ostatnią osobę podjęto z wody o 7.45. Uratowano jednego oficera (był nim kpt. mar. Stanisław Pohorecki) i 39 marynarzy oraz trzech członków brytyjskiej ekipy łącznikowej. Zginęło 178 polskich marynarzy, 6 Brytyjczyków z ekipy łącznikowej oraz 10–15 przewożonych marynarzy brytyjskich. Wśród poległych byli m.in. pisarz-marynista, ppor. mar. Eryk Sopoćko oraz kpt. mar. Stanisław Pierzchlewski, którzy uprzednio służyli na ORP „Orzeł”. Zatonięcie „Orkana” było największą pod względem liczby poległych jednorazową stratą MW RP w czasie II wojny światowej .
Konwój SC143 dotarł 11 października do Wysp Brytyjskich. Stracił jeden statek (SS „Yorkmar”, zatopiony 9.X), eskorta i lotnictwo w jego obronie zatopiło trzy U-booty (U-419, U-643, U-610). Sprawca zatopienia „Orkana” został wytropiony przez samolot z lotniskowca eskortowego USS „Core” i zatopiony 20 października 1943 roku. „Musketeer” odtransportował marynarzy z „Orkana” do Londonderry 10 października.
Według ustaleń dochodzenia zarządzonego przez KMW po stracie okrętu nikt z załogi okrętu nie ponosił winy za jego utratę. Pochwały udzielono st. bosmanowi Henrykowi Moszczyńskiemu, który próbował organizować gaszenie pożaru, st. mar. Bohdanowi F. Dworzeckiemu, który wypuścił parę z kotłów, zapobiegając dodatkowym eksplozjom (został pośmiertnie odznaczony orderem Virtuti Militari IV klasy), st. mar. Lucjanowi Kęsikowi i Franciszkowi Zdzińskiemu, którzy do ostatniej możliwej chwili pełnili wachtę w radiokabinie i nadawali sygnały o sytuacji okrętu, bosmanom: Bolesławowi Łassie i Romanowi Jakubowskiemu za organizowanie akcji ratunkowej, mar. Czesławowi Zarzeckiemu za inicjatywę w trakcie akcji ratunkowej.

ORP „Orkan” zaginął, pełniąc służbę eskortową w konwoju na północnym Atlantyku w dniu 8.X.1943. Trafiony torpedą, zatonął od wybuchu amunicji… Straciliśmy najnowocześniejszą jednostkę bojową i olbrzymią większość doskonałej załogi.

Kondolencje z powodu utraty okrętu złożyli na ręce szefa KMW m.in.: Prezydent RP Władysław Raczkiewicz, głównodowodzący Western Approaches adm. sir Max K. Horton, głównodowodzący Home Fleet wadm. Bruce A. Fraser, głównodowodzący siłami w Plymouth wadm. sir Ralph Leatham. W związku z utratą ORP „Orkan” na okrętach MW ogłoszono żałobę.

#### Niejasności związane z zatopieniem okrętu
Istnieją niejasności, dotyczące przebiegu zatopienia okrętu. Według niektórych relacji przed trafieniem torpedą z pokładu „Orkana” miano zaobserwować w kilwaterze silny wybuch, prawdopodobnie innej torpedy. Niektórzy utrzymywali, że „Orkan” trafiony został dwiema torpedami (w raporcie kmdr. Cubreya mowa o dwóch wybuchach w odstępie pół minuty). Jednak z ustaleń J. Pertka na podstawie niemieckich dzienników działań bojowych wynika, że z U-378 wystrzelono tylko jedną torpedę. Nie jest też jasne, ilu Brytyjczyków zaokrętowanych na okręcie zginęło, zwłaszcza nie jest pewne, ilu marynarzy weszło na pokład okrętu w Hvalfjordzie – spośród nich nikt nie przeżył zatonięcia okrętu.
Według niektórych autorów konwój SC 143 służyć miał za przynętę dla składającego się z 14 okrętów podwodnych stada „Rossbach”, mającego przechwycić konwój SC 143 oraz podążający w tym samym kierunku konwój HX 259. Zdając sobie sprawę z obecności i zadania stada „Rossbach”, alianci skierowali HX 259 na południe, omijając linię patrolową wilczego stada, zaś składający się z 39 statków SC 143 świadomie skierowano w sam środek linii patrolowej niemieckiej grupy U-Bootów.

## Załoga

### Pierwsza obsada oficerska

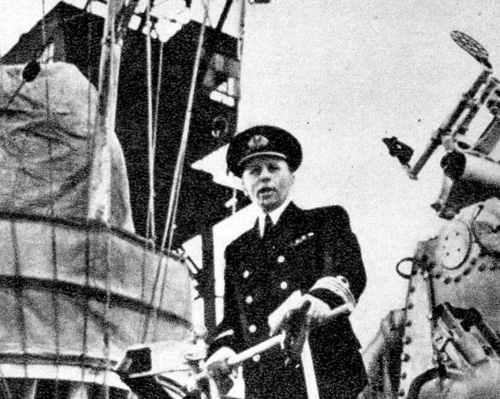
Dowódca okrętu, kmdr por. Stanisław Hryniewiecki

W dniu podniesienia bandery, 18 listopada 1942 roku, w skład obsady oficerskiej okrętu wchodzili:
- dowódca: kmdr por. Stanisław Hryniewiecki
- zastępca dowódcy: kpt. mar. Michał Różański
- oficer nawigacyjny: p.o. por. mar. Antoni Tyc
- I oficer artylerii: por. mar. Wacław Pryfke
- oficer broni podwodnej: por. mar. Witold Wojciechowski
- oficer sygnałowy: por. mar. Zbigniew Janowski
- I oficer mechanik: por. mar. Stanisław Pierzchlewski
- II oficer mechanik: p.o. chor. mar. Józef Grzonka
- oficer komisarz: ppor. mar. Józef Fajkowski
- oficer lekarz: ppor. lek. Edward Kiełbiński

Wkrótce dołączyli do nich ppor. mar. Oskar Gliński – jako II oficer broni podwodnej oraz ppor. mar. Adam Pilarz – jako II oficer artylerii.

### Dowódcy
Okrętem dowodzili:
- kmdr por. Stanisław Hryniewiecki (18 XI 1942 – 12 IV 1943)
- p.o.[l] kmdr por. Wojciech Francki (12 IV 1943 – 17 V 1943)
- kmdr por. Stanisław Hryniewiecki (17 V 1943 – 8 X 1943)

| Lista marynarzy poległych na ORP „Orkan”: |
| --- |
| Opracowano na podstawie materiału źródłowego: - marynarz Adaszyński Franciszek - bosmanmat Adaś Aleksander - marynarz Adamczyk Czesław - marynarz Aliński Alfons - marynarz Andryka Jan - marynarz Bałda Tadeusz - marynarz Baran Andrzej - marynarz Baranowski Stanisław - bosmanmat Bartosiewicz Kazimierz - marynarz Begiel Teodor - marynarz Beneś Kazimierz - st. marynarz Białous Michał - marynarz Biernacki Bogusław - marynarz Biernacki Jerzy - mat Biernat Stanisław - mat Biliński Władysław - marynarz Błaszkiewicz Kazimierz - marynarz Błażewski Karol - marynarz Błoniarz Adolf - marynarz Bojarski Wacław - marynarz Bojba Kazimierz - marynarz Bołbot Jan - marynarz Borowski Jan - st. marynarz Bosek Edward - marynarz Brusiło Feliks - mat Budek Franciszek - marynarz Byk Józef - marynarz Chitt Jan - marynarz Chłus Michał - marynarz Chodkiewicz Stanisław - mat Chwiałkowski Leopold - st. marynarz Ciborowski Antoni - marynarz Cierebiej Jan - marynarz Czajkowski Jan - marynarz Czarnecki Jan - bosmanmat Ćwiklik Stanisław - marynarz Ćwiklik Władysław - ppor. mar. Daab Leopold - bosmanmat Dąbrowski Ludwik - marynarz Dąbrowski Marian - marynarz Dębnicki Stefan - mat Długołęcki Franciszek - ppor. mar. Drabiński Maciej - st. marynarz Dworzecki-Bohdanowicz Władysław - marynarz Dyki Bolesław - ppor. mar. Fajkowski Józef - marynarz Fischer Kazimierz - marynarz Forgel Julian - marynarz Fuhrman Stanisław - chor. mar. Gallas Michał - marynarz Gamza Afanazy - st. marynarz Gasik Florian - marynarz Girdziusz Mikołaj - marynarz Gniady Tadeusz - mat Gorzelak Ernest - marynarz Gozdek Marian - bosman Górski Eugeniusz - marynarz Gromulski Marian - st. marynarz Gruza Adolf - chor. mar. Grzonka Józef - marynarz Gwóźdź Czesław - st. marynarz Hadryś Bolesław - marynarz Holowiecki Kazimierz - st. marynarz Horbaczewski Beniamin - kmdr por. Hryniewiecki Stanisław - marynarz Hurkot Mikołaj - bosman Huzarski Paweł - marynarz Idzi Jan - mat Imbirowski Franciszek - bosman Iskra Leon - marynarz Jadkowski Władysław - marynarz Jakubiszyn Kazimierz - marynarz Jasic Józef - marynarz Jata Marian - marynarz Jekiel Bronisław - marynarz Kaczmarek Zygmunt - st. marynarz Kaczorek Klemens - marynarz Kaczorowski Jerzy - marynarz Kamiński Ludwik - marynarz Kapiec Stanisław - marynarz Kapuściński Michał - marynarz Karasiewicz Adolf - mat Karczewski Otton - ppor. mar. Kiełbiński Edward - marynarz Klencypar Stefan - mat Kociołek Eugeniusz - bosmanmat Konieczny Adam - marynarz Konopka Franciszek - mat Kostoń Antoni - marynarz Kotłowski Franciszek - mat Kotłubaj Kazimierz - st. marynarz Kowal Tadeusz - mat Krasiński Władysław - st. marynarz Kraska Stanisław - st. marynarz Kręcioch Władysław - marynarz Kuczyński Władysław - pchor. mar. Kwaśniewski Jan - marynarz Leśniak Kazimierz - bosman Lichwała Czesław - st. marynarz Łapin Arnold - marynarz Łukasiewicz Mieczysław - marynarz Marcinkowski Eugeniusz - marynarz Marko Bazyli - st. marynarz Mazurek Roman - marynarz Michalski Tadeusz - marynarz Mielniczuk Władysław - marynarz Migda Ludwik - marynarz Mikonowicz Jan - bosman Młodzik Franciszek - st. bosman Moszczyński Henryk - bosman Muszyński Ludwik - marynarz Nicijewski Aleksander - marynarz Niedźwiedź Stanisław - marynarz Niewiadomski Andrzej - bosmanmat Nowaczewski Adam - marynarz Nowak Józef - marynarz Nowak Julian - marynarz Olszański Andrzej - marynarz Opiat Władysław - marynarz Pastuszko Tadeusz - marynarz Paszkowski Józef - marynarz Piechowicz Tadeusz - kpt. mar. Pierzchlewski Stanisław - mat Pięta Jan - ppor.mar Pilarz Adam - bosmanmat Piłat Jan - marynarz Płaza Stanisław - st. marynarz Poźniak Bronisław - por. mar. Pryfke Wacław - st. marynarz Przybylla Edmund - marynarz Ptasiński Franciszek - marynarz Pulsakowski Lucjan - marynarz Rapiejko Edward - st. marynarz Roszak Józef - st. marynarz Różański Henryk - kpt. mar. Różański Michał - marynarz Rupiński Leon - marynarz Rykowski Kazimierz - mat Rytter Franciszek - marynarz Sawiuk Mikołaj - marynarz Sewruk Czesław - marynarz Sewruk Franciszek - marynarz Siemaszkiewicz Józef - marynarz Skop Józef - marynarz Smoliński Piotr - ppor. mar. Sopoćko Eryk - marynarz Soroka Jan - marynarz Sorokaniuk Leon - st. marynarz Stępień Andrzej - st. marynarz Synoracki Leon - marynarz Szat Borys - st. marynarz Szczepanik Stanisław - marynarz Szczepański Jan - marynarz Szczepański Michał - bosman Szczygieł Tomasz - st. marynarz Szmaciński Stefan - bosmanmat Szmelter Stanisław - marynarz Szmuniewski Zbigniew - st. marynarz Szymański Zygmunt - marynarz Świetlik Józef - marynarz Świstuń Michał - marynarz Tomaszewicz Antoni - marynarz Trocki Antoni - bosman Trynda Ignacy - mat Warso Stanisław - marynarz Wieczorek Kazimierz - st. marynarz Wiśniewski Zenon - st. marynarz Włodarczyk Edmund - marynarz Wojtas Leon - st. marynarz Wojtasik Władysław - marynarz Wojtuch Józef - marynarz Woźniak Stanisław - pchor. mar. Woźnicki Eugeniusz - st. marynarz Zając Kazimierz - bosman Zawadzki Antoni - st. marynarz Zeifert Aleksander - st. marynarz Zieliński Bronisław - mat Zimny Bolesław |

## Upamiętnienie

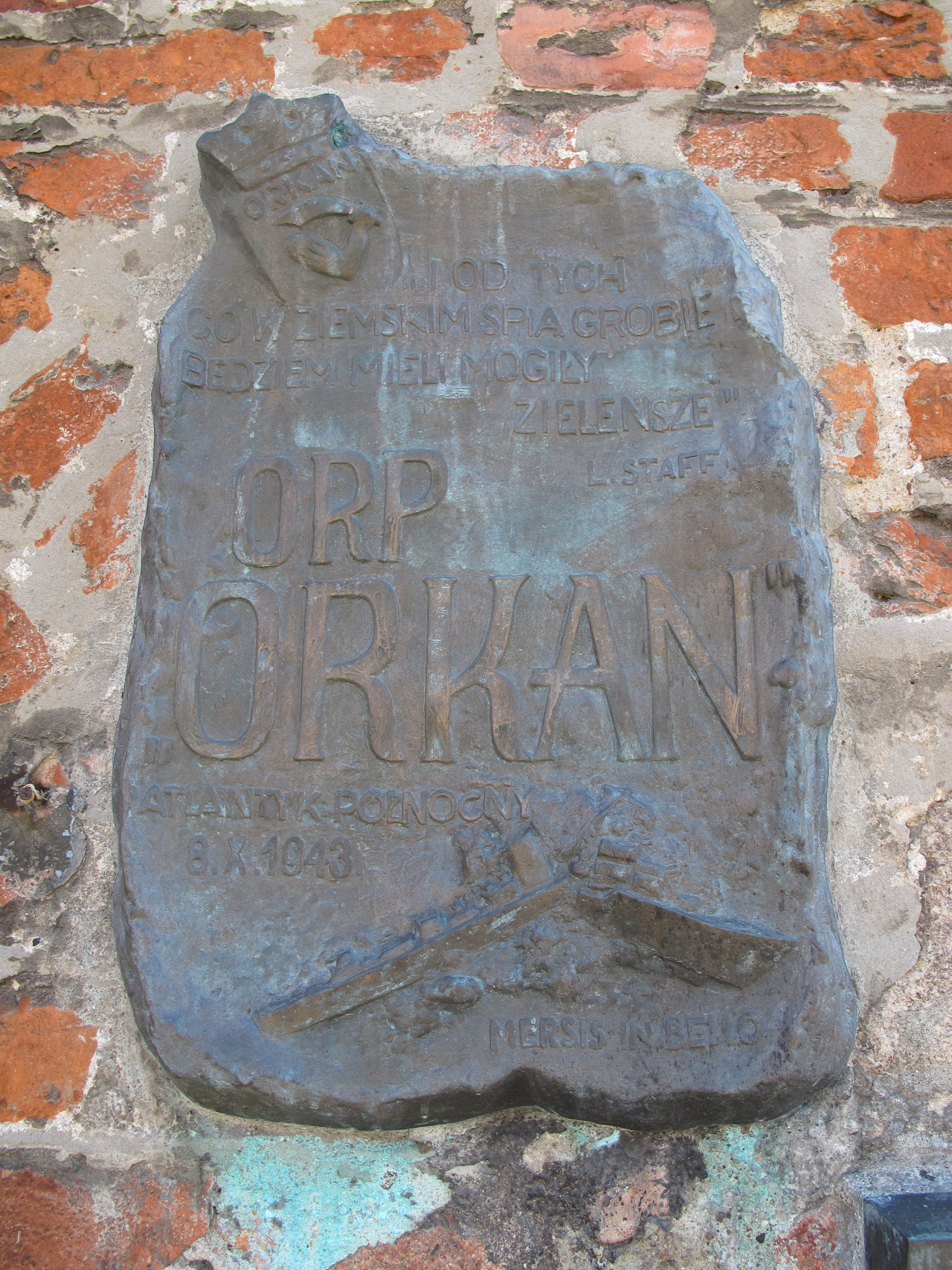
Tablica pamiątkowa poświęcona okrętowi i poległym na jego pokładzie na ścianie kościoła Michała Archanioła w Gdyni, zaprojektowana przez Bolesława Szawana, odlew wykonał Antoni Beer w 1982 roku. Tekst inskrypcji: „I od tych, co w ziemskim śpią grobie, będziem mieli mogiły zieleńsze...”.

Tradycje nazwy okrętu kontynuuje w MW mały okręt rakietowy projektu 660 ORP „Orkan”. W murze kościoła św. Michała Archanioła w Gdyni znajduje się tablica pamiątkowa, poświęcona pamięci okrętu i marynarzy na nim poległych. W dniu 5 czerwca 1971 roku imię dowódcy „Orkana”, poległego wraz z okrętem i większością Załogi, nadano Szkole Podstawowej nr 9 w Słupsku, która realizuje szeroko zakrojony program wychowania morskiego młodzieży. Pomysłodawcą projektu nadania placówce imienia kmdr. por. St. Hryniewieckiego był Jerzy Pertek – dziejopis MW RP i autor szeregu książek z dziedziny historii morskiej.

## Okręt w kulturze
W postaci beletrystycznej dzieje i zatopienie okrętu przedstawił Zbigniew Damski w książce pt.: „Tak zginął ORP Orkan”. Popularne opracowanie historii okrętu przedstawił Jerzy Pertek w jednym z tomów „Miniatur Morskich” . Opublikowane zostały pamiętniki kmdr. ppor. Witolda Wojciechowskiego, 1. oficera broni podwodnej ORP „Orkan”, z jego wrażeniami ze służby na morzu, m.in. na pokładzie „Orkana” oraz okolicznościowymi wierszami, poświęconymi wydarzeniom, które miały miejsce w trakcie jego służby. Wiersze te zebrano w dwóch osobnych tomikach. Sylwetkę i plany okrętu wielokrotnie przedstawiano w magazynach modelarskich.